# Henry Lascelles (5e comte de Harewood)
Henry Ulick Lascelles (21 août 1846 – 6 octobre 1929) est un pair britannique et le fils de Henry Lascelles (4e comte de Harewood).

## Biographie
Enfant, il vit à Goldsborough Hall à Goldsborough, North Yorkshire, qui est la maison des héritiers de Harewood House.
Il devient comte de Harewood, vicomte de Lascelles, et baron Harewood, le 24 juin 1892.
Il est un sous Lieutenant du West Riding of Yorkshire le 26 février 1900, et Lord Lieutenant du West Riding of Yorkshire le 22 avril 1904, et reste en poste jusqu'au 14 décembre 1927.
Au début 1901 Lord Harewood est nommé par Édouard VII pour une mission diplomatique, pour annoncer l'avènement du roi aux gouvernements de France, d'Espagne et de Royaume de Portugal.
En 1908, il est nommé Chevalier Commandeur de l'Ordre Royal de victoria et Chevalier de Grand-Croix de l'Ordre Royal de victoria en 1922.

## Famille
Le 29 octobre 1881, il épouse Florence Katharine Bridgeman, fille d'Orlando Bridgeman (3e comte de Bradford), et ils ont trois enfants:
- Henry Lascelles (6e comte de Harewood) (1882–1947), marié à la Princesse Marie.
- Margaret Selina Lascelles (1883–1978), épouse Gustave Hamilton-Russell, 9e Vicomte Boyne.
- Edward Cecil Lascelles (1887–1935), marié à Jeanne Balfour, une petite-fille de George Campbell (8e duc d'Argyll).

Il est Chevalier grand-croix de l'ordre royal de Victoria.